# دیانا ایگالی
دیانا ایگالی (به مجاری: Igaly Diána) (زادهٔ ۳۱ ژانویهٔ ۱۹۶۵ – درگذشتهٔ ۸ آوریل ۲۰۲۱) تیرانداز اهل مجارستان بود. وی به دلیل ابتلا به کووید ۱۹ در آوریل ۲۰۲۱ درگذشته است.